# Feuer im Kopf
Feuer im Kopf (Originaltitel: Brain on Fire) ist ein US-amerikanisch-kanadisches Filmdrama aus dem Jahr 2016. Es basiert auf dem autobiografischen Roman Brain on Fire von Susannah Cahalan.

## Handlung
Die 21-jährige Susannah ist angehende Journalistin bei der New York Post. Kurz nachdem sie ihren Freund Steve kennengelernt hat, beginnt sich ihr Verhalten zu verändern. Zunächst fällt es ihr schwer, sich zu konzentrieren, bald leidet sie unter Stimmungsschwankungen, Angstattacken, epileptischen Anfällen und Halluzinationen, hat sich zunehmend nicht unter Kontrolle. Schließlich muss sie in eine Klinik eingewiesen werden und wird katatonisch. Die Ärzte sind zunächst ratlos und ziehen schließlich den Spezialisten Dr. Souhel Najjar zurate. Dieser diagnostiziert nach einer Hirnbiopsie Anti-NMDA-Rezeptor-Enzephalitis, eine besondere Form der Entzündung des Gehirns. Mit einer langwierigen Therapie findet Susannah schließlich ins Leben zurück.
Auf Anraten ihres Vorgesetzten Richard beginnt die genesene Susannah, ihre Memoiren zu schreiben.

## Synchronisation
Feuer im Kopf wurde bei der Münchner  FFS Film- & Fernseh-Synchron GmbH unter der Dialogregie von Ursula von Langen synchronisiert. Das Dialogbuch schrieb Andrea Pichlmaier.
| Darsteller         | Sprecher            | Rolle                |
| ------------------ | ------------------- | -------------------- |
| Chloë Grace Moretz | Alina Freund        | Susannah Cahalan     |
| Thomas Mann        | Tim Schwarzmaier    | Stephen Grywalski    |
| Richard Armitage   | Torben Liebrecht    | Thomas 'Tom' Cahalan |
| Carrie-Anne Moss   | Martina Treger      | Rhona Nack           |
| Jenny Slate        | Stefanie Dischinger | Margo                |
| Tyler Perry        | Matti Klemm         | Richard              |
| Agam Darshi        | Shandra Schadt      | Dr. Khan             |
| Navid Negahban     | Peyman Saba         | Dr. Najjar           |
| Robert Moloney     | Frank Schaff        | Dr. Ryan             |
| Vincent Gale       | Matthias Klie       | Dr. Samson           |
| Janet Kidder       | Natascha Geisler    | Dr. Siskin           |
| Elizabeth Bowen    | Petra Preuß         | Pressesprecherin     |

## Hintergrund
Der Film hatte seine Uraufführung am 14. September 2016 auf dem Toronto International Film Festival. Der internationale Verleih erfolgt seit dem 22. Juni 2018 auf Netflix.